# Eryx johnii
Eryx johnii är en ormart som beskrevs av Russell 1801. Eryx johnii ingår i släktet Eryx och familjen Boidae.
Arten förekommer i Iran, Afghanistan, Pakistan, Indien och Nepal. Honor lägger inga ägg utan föder levande ungar.

## Underarter
Arten delas in i följande underarter:
- E. j. johnii
- E. j. persicus